# Осос
Осо́с (фр. Aussos) — коммуна во Франции, находится в регионе Юг — Пиренеи. Департамент — Жер. Входит в состав кантона Масёб. Округ коммуны — Миранд.
Код INSEE коммуны — 32468.

## География
Коммуна расположена приблизительно в 630 км к югу от Парижа, в 70 км западнее Тулузы, в 31 км к югу от Оша.
На западе коммуны расположено озеро Астарак.

## Климат
Климат умеренно-океанический. Лето жаркое и немного дождливое, температура часто превышает 35 °С. Зимой часто бывает отрицательная температура и ночные заморозки. Годовое количество осадков — 700—900 мм.

## Население
Население коммуны на 2010 год составляло 62 человека.
| 1962 | 1968 | 1975 | 1982 | 1990 | 1999 | 2010 |
| ---- | ---- | ---- | ---- | ---- | ---- | ---- |
| 113  | 114  | 89   | 70   | 73   | 77   | 62   |

## Администрация
| Период | Период | Фамилия         | Партия                         | Примечания |
| ------ | ------ | --------------- | ------------------------------ | ---------- |
| 2001   | 2008   | Мишель Маркиссо | Союз за французскую демократию |            |
| 2008   | 2020   | Пьер Маршьоль   |                                |            |

## Экономика
В 2010 году среди 26 человек трудоспособного возраста (15-64 лет) 20 были экономически активными, 6 — неактивными (показатель активности — 76,9 %, в 1999 году было 64,6 %). Из 20 активных жителей работали 17 человек (10 мужчин и 7 женщин), безработных было 3 (1 мужчина и 2 женщины). Среди 6 неактивных 0 человек были учениками или студентами, 4 — пенсионерами, 2 были неактивными по другим причинам.

## Фотогалерея
- Карта коммуны